# Smalltown Boy
«Smalltown Boy» (с англ. — «Парень из маленького города») — дебютный сингл британской синти-поп-группы Bronski Beat, выпущенный в июне 1984 года. Позже композиция вышла на долгоиграющей пластинке The Age of Consent, выпущенной в декабре 1984 года.
Песня стала популярным гей-гимном 1980-х годов и принесла группе коммерческий успех, оказавшись на третьем месте в хит-парадах Великобритании, а также став хитом № 1 в Голландии и Италии. Композиция также попала в первую десятку в Австралии, Канаде, Франции и Швейцарии. Трек добрался также до 48-й ступеньки поп-хит-парада США и до первого места в хит-параде танцевальных хитов США.

## Значение песни
В тексте песни поднимаются ключевые для гомосексуальной культуры 1980-х годов проблемы, в частности, непонимание родителей и гомофобные настроения в британском обществе.
Чуть позже выхода сингла был снят видеоклип, где «молодой гей» (Джимми Самервилл, вокалист Bronski Beat), сыграл роль лирического героя композиции.

## Клип
В видеоклипе отображается история лирического героя композиции, которого сыграл вокалист группы Джимми Самервилл. Молодой парень садится на поезд, после чего следует видеоряд воспоминаний о детстве типичного мальчика-тихони из маленького английского городка и событиях, которые привели его к вынужденному отъезду из родного города.
В местном бассейне молодой парнишка наблюдает за одним из пловцов, который ему нравится. Его друзья (сыгранные другими членами группы — Ларри Стейбачеком и Джонатаном Хеллером) уговаривают его признаться тому в своих чувствах. В раздевалке парень подходит к пловцу, но своим признанием лишь вводит того в недоумение, так что ему приходится ретироваться. Позже на улице он и его друзья становятся жертвами нападения банды гомофобов во главе с тем самым пловцом. Домой его приводит полицейский, там его уже ждут негативно настроенные родители. Вынужденный каминг-аут подростка не разрядил домашней обстановки: отец его остался непримиримым. После холодного прощания молодые люди покидают город…

## Список композиций
7" single
1. «Smalltown Boy» — 3:58
2. «Memories» — 3:00

12" maxi
1. «Smalltown Boy» — 9:00
2. «Infatuation»
3. «Memories»

## Кавер-версии
- 1996 — The Nylons[англ.], альбом Run for Cover. Эта версия включала только перкуссию и вокал.
- 1996 — Depressive Age, немецкая прогрессив/техно-трэш-метал группа, выпустила альбом Electric Scum, содержащий кавер-версию песни. В 1997 году песня была издана также на EP Smalltown Boy. Также был снят видеоклип.
- 2000 — Rosetta Stone (альбом Unerotica).
- 2002 — Paradise Lost, английская готик-металл группа, выпустила альбом Symbol of Life, в котором бонусным треком была кавер-версия «Smalltown Boy».
- 2005 — Шведская певица September использовала мелодию в «Cry for You».
- 2006 — The Fire[итал.] сделали кавер «Smalltown Boy» и сделали видеоклип. Этот ковер вошел в альбом Loverdrive.
- 2006 — дуэт двух шведских диджеев Steve Angello и Axwell (под псевдонимом Supermode) выпустил ремикс на песню «Smalltown boy», содержащий текст другой песни Bronski Beat «Why?», под названием «Tell Me Why», в стиле электро-хауса.
- 2007 — Хосе Гонсалес[англ.] сделали кавер «Smalltown Boy» и выпустил на стороне «Б» своего сингла «Down the Line».
- 2008 — Atrocity, немецкая метал-группа, кавер на песню в альбоме «Werk 80 II».
- 2009 — And One сделали кавер «Smalltown Boy» и выпустили в альбоме Bodypop 1.5 вместе с другими хитами 80-х годов.
- 2009 — Delain, нидерландская группа симфоник-метала сделали кавер «Smalltown Boy» в переиздании своего альбома «April Rain».
- 2010 — Sharon Corr сделала кавер песни для своего дебютного альбома Dream of You.
- Герман Дюн[англ.], также известный как Andre Human Dune, сделал кавер на «Smalltown Boy» и эта версия была представлена в британской телевизионной драме, Skins, в 9 эпизоде третьего сезона.
- 2011 — Electrelane[англ.]исполнила кавер-версию на нескольких выступлениях своего летнего тура в честь воссоединения.
- 2012 — Oomph! песня Kleinstadtboy (альбом Des Wahnsinns Fette Beute).
- 2014 — Solitary Experiments, немецкая электронная группа в стиле EBM записала кавер к 30-летию выхода оригинальной композиции, включив его в состав своей юбилейной компиляции The 20th Anniversary Compilation.
- 2023 — Lord of the Lost записала кавер, включив его в альбом Weapons Of Mass Seduction.

## Заимствование риффа
Запоминающийся рифф из «Smalltown Boy» можно услышать среди некоторых других песен, в том числе:
- В 1993, проект Real McCoy включил рифф в свою песню «Automatic Lover (Call for Love)»[источник не указан 2329 дней].
- В 1995, немецкий диджей и музыкальный продюсер Марк Траунер (под своим псевдонимом Wonderboy) сэмплировал фрагмент в «Wave Of Rave».[1]
- В 2009, The Presets сделали ремикс на песню Cagedbaby «Hello There». Ремикс содержал рифф из «Smalltown Boy».
- Немецкая телепередача Disco Deluxe сделала ремикс песни группы Destiny Child «Say My Name», использовав рифф «Smalltown Boy», который звучал вместе с пением Destiny Child.
- Очень похожий на Bronski Beat «Smalltown Boy» рифф можно услышать в треке Groove Armada «History», где поет Will Young.
- В 2006, Axwell И Стив Анжелло, под псевдонимом the Supermode, сделали ремикс на песню, выпустив его под названием «Tell Me Why».
- В 2006, Аксель Руди Пелл использовал рифф для песни The Curse of the Damned, из альбома Mystica.

## Место в хит-парадах
| Хит-парад (1984/1985)              | Высшая строка |
| ---------------------------------- | ------------- |
| Australia ARIA Singles Chart       | 7             |
| Canada (RPM)                       | 9             |
| Dutch Top 40 Singles Chart         | 1             |
| French SNEP Singles Chart          | 8             |
| Irish Singles Chart                | 4             |
| Italian Singles Chart              | 1             |
| Swiss Singles Chart                | 2             |
| UK Singles Chart                   | 3             |
| U.S. Billboard Hot 100             | 48            |
| U.S. Billboard Hot Dance Club Play | 1             |
| Хит-парад (1991)                   | Высшая строка |
| UK Singles Chart 1                 | 32            |

1 Jimmy Somerville with Bronski Beat, 1991 remix